# І-12
І-12 (АНТ-23, «Бауманський комсомолець») — експериментальний радянський винищувач з тандемною схемою розташування двигунів та динамореактивними гарматами АПК-4 калібру 76,2 мм. Вперше піднявся у повітря 1931 року. Високих результатів не показав. Було побудовано лише один прототип.